# ليون مكينزي
ليون مكينزي (بالإنجليزية: Leon McKenzie)‏ (17 مايو 1978 في المملكة المتحدة - ) هو ملاكم ولاعب كرة قدم بريطاني في مركز الهجوم. لعب مع تشارلتون أثلتيك وكريستال بالاس وكوفنتري سيتي ونادي فولهام ونورويتش سيتي ونادي كيترينغ تاون ونادي بيتربورو يونايتد ونادي كوربي تاون ونادي نورثامبتون تاون.

## وصلات خارجية
- ليون مكينزي على موقع بوكس ريك (الإنجليزية) (registration required)
- ليون مكينزي على موقع قاعدة بيانات كرة القدم.إي يو (الإنجليزية)
- ليون مكينزي على موقع Soccerbase.com (لاعب) (الإنجليزية)
- ليون مكينزي على موقع عالم كرة القدم.نت (الإنجليزية)